# Calvin Kleinen

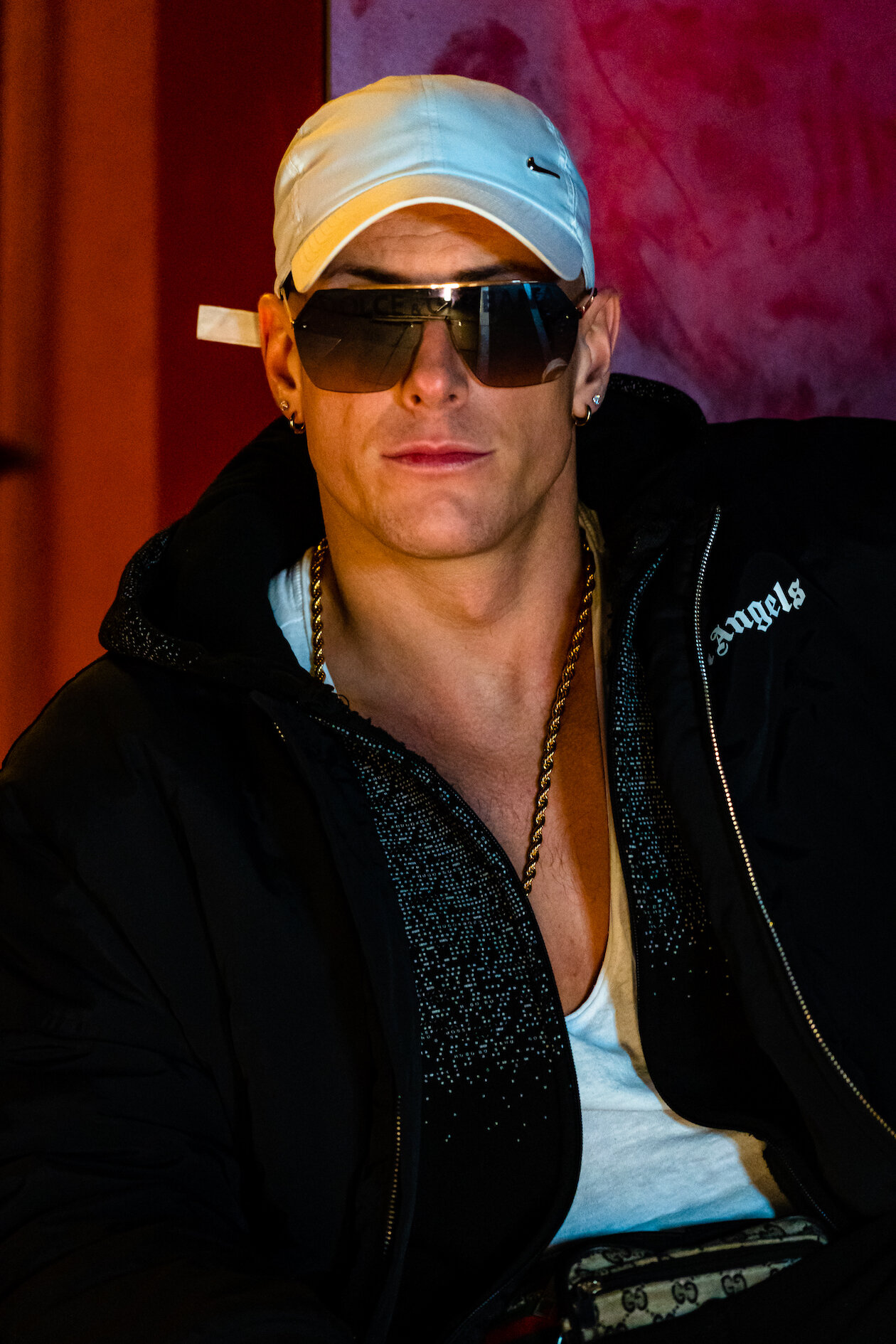
Calvin Kleinen (2020)

Calvin Kleinen (* 4. März 1992 in Aachen), auch bekannt als Calvin92, ist ein deutscher Reality-TV-Teilnehmer, Rapper und Partyschlager-Sänger.

## Leben
Calvin Kleinen wuchs mit seinem zwei Jahre jüngeren Bruder Marvin in Übach-Palenberg auf, wo er seinen Realschulabschluss erlangte. Er schloss eine Ausbildung im Telekommunikationsbereich ab und arbeitete daneben mehrere Jahre als Promoter am Sonnenstrand in Bulgarien.
2019 nahm Kleinen an der zweiten Staffel von Temptation Island teil. Sie wurde im November auf Bali aufgezeichnet und im März 2020 im Fernsehen erstausgestrahlt. 
Im selben Jahr wurde Kleinen für Temptation Island V.I.P. engagiert, an der Seite von unter anderem Giulia Siegel und Willi Herren. Die Aufzeichnungen fanden im Juli 2020 in Kroatien statt, die Erstausstrahlung folgte im Oktober 2020. 
Anschließend hatte Kleinen mehrere Gastauftritte bei Pocher – gefährlich ehrlich!. Er brachte seinen zweiten Song zu Temptation Island heraus, dessen Refrain Jasmin Herren eingesungen hatte. Im dazugehörigen Videoclip hatten Willi Herren, Ludwig Heer und Georgina Fleur Gastauftritte.
Im Januar 2021 trat Kleinen im Remake von Herzblatt auf. Zudem nahm er an der zweiten Staffel von Die Festspiele der Reality Stars – Wer ist die hellste Kerze? teil, die er gewann.
2021 war Kleinen Kandidat bei der zweiten Staffel von Promis unter Palmen. Bei RTL Topnews war Kleinen mit einer eigenen Parodie zur MasterClass zu sehen. Darüber hinaus nahm Kleinen bei Ninja Warrior Promi-Special teil. Bei der ersten Staffel Reality Shore hatte Kleinen einen Gastauftritt. Mit Cosimo Citiolo veröffentlichte Kleinen als Calvin92 einen gemeinsamen Song.
2022 nahm Kleinen mit seinem Bruder Marvin an der Winterausgabe der Couple Challenge teil und gewann. Die Dreharbeiten fanden Ende 2021 in Lappland (Finnland) statt. Ebenso war Kleinen im März des Jahres bei Exclusiv – Das Starmagazin, mit einer Reportage Reality Stars in Reality bei taff – das Lifestyle Magazin und Prominent und Pflegekraft zu sehen. In der vierten Staffel von Temptation Island hatte Kleinen einen Gastauftritt.  2025 nahm er in der 6. Staffel von „Ex on the Beach“ in Mexiko, zusammen mit seinem Bruder Marvin teil. 

## Fernsehauftritte
- 2020: Temptation Island (RTL)
- 2020: Temptation Island VIP (RTL)

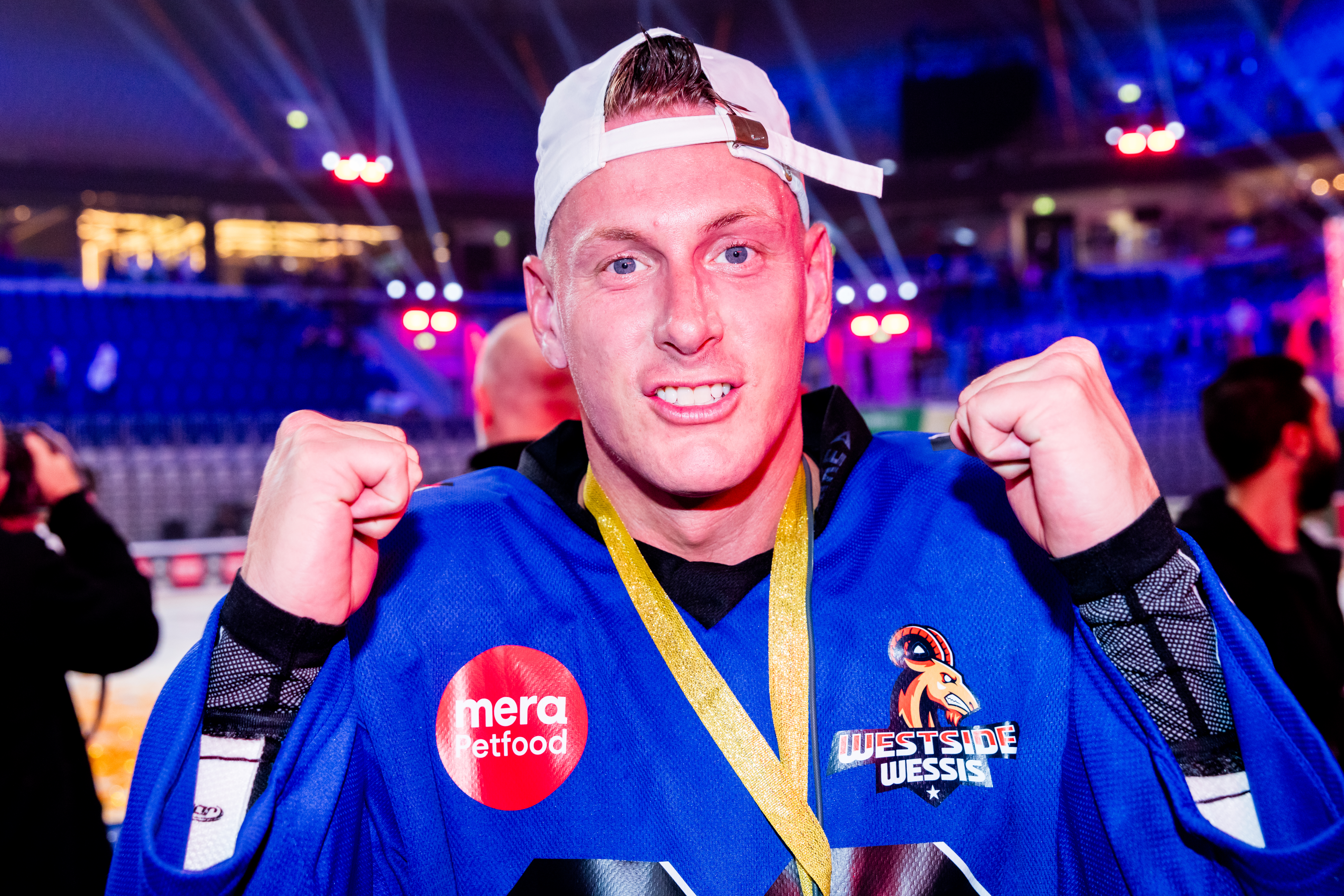
Calvin Kleinen während der RTL-Show American Ice Football (2024)

- 2020: Pocher – gefährlich ehrlich! (RTL)
- 2021: Die 80er Show – Herzblatt (RTL)
- 2021: Die Festspiele der Reality Stars – Wer ist die hellste Kerze? (Sat.1)
- 2021: Promis unter Palmen - Für Geld mache ich alles! (Sat.1)
- 2021: Reality Shore (MTV)
- 2021: Ninja Warrior Promi-Special (RTL)
- 2022: Couple Challenge – Das stärkste Team gewinnt (RTL+)
- 2022: taff – das Lifestyle Magazin (ProSieben)
- 2022: Prominent und Pflegekraft (RTLZWEI)
- 2022: Temptation Island (RTL+) (Gastauftritt)
- 2022: Das große Promi-Büßen (ProSieben)
- 2022: THE REAL LIFE – #nofilter (RTL+)
- 2022: Swipe, Match, Love? – Realitystars im Datingfieber (RTL+)
- 2022: Hot oder Schrott – Promi Spezial (VOX)
- 2022: Are You the One? - Realitystars in Love (RTL+)
- 2023: Ich bin ein Star – Die Stunde danach (RTL)
- 2023: Music Drive In (RTLZWEI)
- 2023: Die Schnäppchenhäuser - Promi-Spezial (RTLZWEI)
- 2023: RTL Turmspringen (RTL)
- 2023: Lass dich überwachen! (ZDF)
- 2023: Calvin am Goldstrand (JOYN)
- 2023: Promi Big Brother – Die Late Night Show (Sat.1)
- 2024: Kampf der Realitystars – Schiffbruch am Traumstrand (RTLZWEI)
- 2024: ZDF Magazin Royale (ZDF)
- 2024: American Ice Football (RTL)
- 2024: Schlag den Besten (RTL)
- 2024: Stern TV Spezial: Traumberuf Realitystar (RTL)
- 2024: Du gewinnst hier nicht die Million bei Stefan Raab (RTL+)
- 2024: Match in Paradise (JOYN)
- 2025: Ex on the Beach Germany (RTL)

## Musik
- 2020: Temptation Song Versuchung
- 2020: Eine neue Ex
- 2020: Temptation V.I.P.– Calvin92 feat. Jasmin Herren
- 2020: Eine neue Ex 2
- 2021: Laden zu klein
- 2021: Laura
- 2021: Leopard
- 2021: Playa
- 2021: Alles egal
- 2022: Zu wild
- 2022: Frohe Weihnacht – The Real Life (feat. Alessia Herren, Calvin Kleinen, Chris Broy, Cosimo Citiolo, Diogo Sangre, Melody Haase, Nathalie Gaus & Vanessa Mariposa)
- 2023: Adam & Eva
- 2024: Gibt's hier n Arzt – Gabby x Calvin Kleinen
- 2024: Finale – Calvin Kleinen x Kreisligalegende x Isi Glück
- 2024: Heimlich am Strand – Calvin Kleinen, Isi Glück
- 2024: Bauch Beine Bier – Calvin Kleinen, Ikke Hüftgold
- 2024: Rockstar – Malin Brown x Calvin Kleinen
- 2025: Mallegeil - Specktakel, Calvin Kleinen
- 2025: Fiesta Alemannia, Kreisligalegende
- 2025: Ex on the Beach - Calvin Kleinen x Marvin Kleinen